# Brug 1024

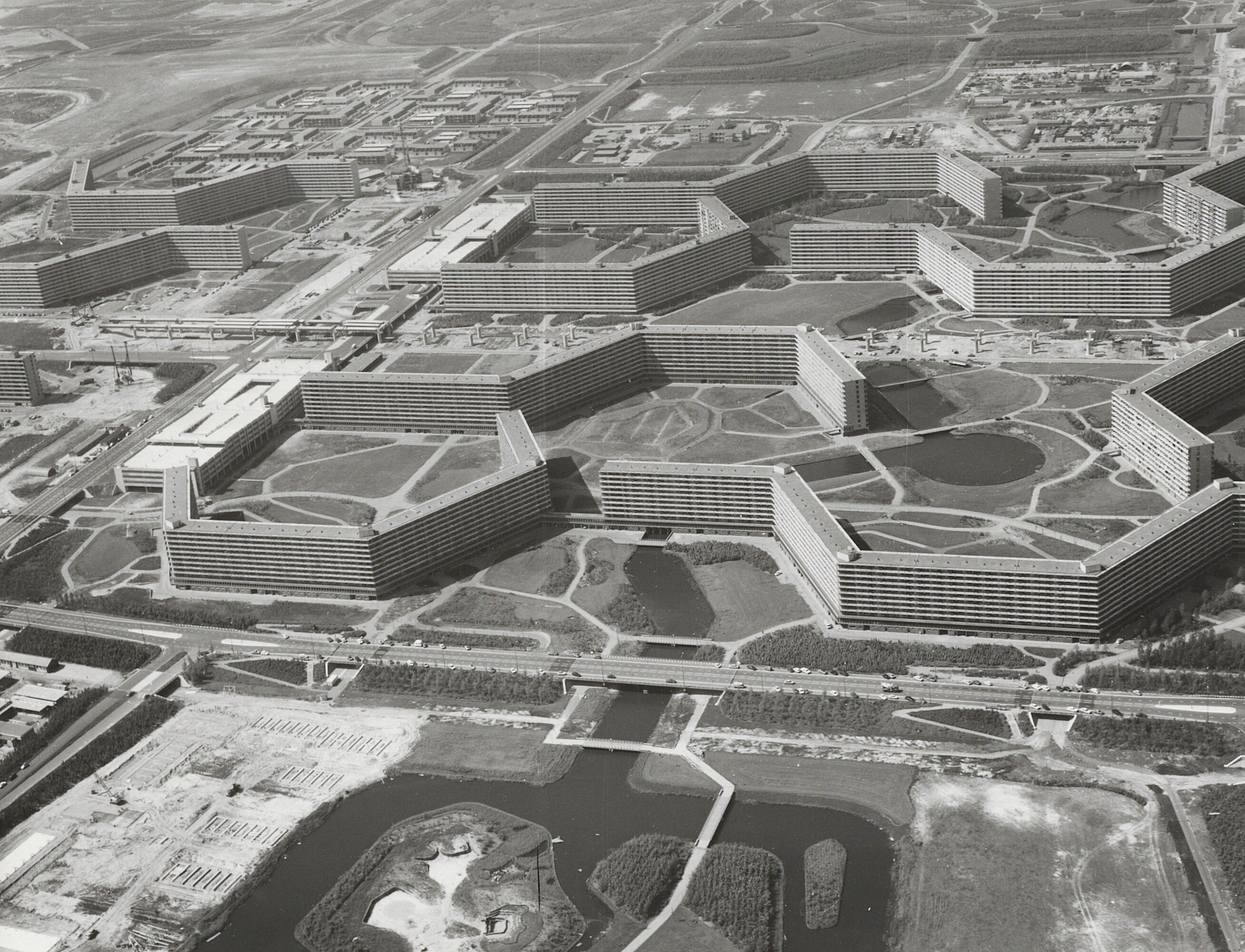
Op de voorgrond de ’s-Gravendijkdreef met linksonder de afslag Kantershofstraat met 1024 (1973)

Brug 1024 was een bouwkundig kunstwerk in Amsterdam-Zuidoost.
Ze maakte vanaf 1968 deel uit van de infrastructuur van deze toen nog toekomstige woonwijk. Het viaduct stond er jarenlang redelijk ongebruikt bij. In de woonwijk werd een systeem van gescheiden verkeersstromen geïntegreerd. Snelverkeer werd afgewikkeld via dreven op een dijklichaam, langzaam verkeer werd afgewikkeld op straten en paden op maaiveld niveau. Om dit te kunnen realiseren was een groot pakket aan bruggen en viaducten nodig. Deze werden voor het merendeel ontworpen door architect Dirk Sterenberg voor of in samenwerking met de Dienst der Publieke Werken. Sterenberg ontwierp daarbij viaducten en bruggen in allerlei maten. Brug 1024 werd nog getekend als viaduct in de Bijlmermeer, de straatnamen waren nog allemaal niet bekend. Vaak werd gerefereerd aan de Bijlmerdreef, die ter plaatse (pas) in 1971 de naam 's-Gravendijkdreef kreeg. Onder het viaduct liep het voet- en fietspad dat de 's-Gravendijkdreef aan de oostkant begeleidde.
De viaducten van Sterenberg zijn te herkennen aan de afgeronde randplaten, de standaard leuningen, de betegeling van de taluds en betonblokken op het wegdek, zo ook hier. In vergelijking met de meer dan 70 meter lange brug 1022 is brug 1024 net als brug 1023 met circa zeventien meter overspanning veel kleiner.
Bij nieuw inzicht in de jaren negentig zag de Gemeente Amsterdam liever dat het oostelijke stuk van de Bijlmerdreef vanaf de Gooiseweg geen weg voor snelverkeer meer bleef, maar een brede stadsstraat met middenberm. Al rond de eeuwwisseling werd er gebouwd aan een nieuwe laagbouwwijk waarbij de straten vernoemd werden naar palmsoorten, bij de bouw daarvan verdween een deel van apart gelegen voet- en fietspaden. Alles kwam op maaiveldniveau te liggen, zo ook de kruising Kantershofstraat en 's-Gravendijkdreef.
<<< · 1000 · 1001 · 1002 · 1003 · 1004 · 1005 · 1006 · 1007 · 1008 · 1009 · 1010 · 1011 · 1012 · 1013 · 1014 · 1018 · 1028 · 1029 · 1030 · 1032 · 1033 · 1034 · 1035 · 1036 · 1037 · 1038 · 1039 · 1040 · 1041 · 1044 · 1045 · 1046 · 1048 · 1049 · 1050 · 1051 · 1062 · 1063 · 1064 · 1065 · 1066 · 1067 · 1076 · 1077 · 1078 · 1083 · 1090 · 1092 · 1093 · 1094 · 1095 · 1096 · 1097 · 1098 · 1099 · >>>
Brugnummers  1015, 1016, 1017, 1019, 1020, 1021, 1022, 1023, 1024, 1025, 1026, 1027, 1031, 1042, 1043, 1047, 1052/1053 (niet gebouwd), 1054, 1055, 1056, 1057, 1058, 1059, 1060, 1061, 1068, 1069-1075, 1079, 1080, 1081, 1082, 1084-1088, 1089 en 1091 (onbekend) zijn niet meer vergeven. De meesten daarvan zijn gesloopt in verband met sanering Zuidoost. Alle bruggen lagen en liggen in Zuidoost behalve bruggen 1000 en 1002.